# Cyclophora serrulata
Cyclophora serrulata là một loài bướm đêm trong họ Geometridae.